# David Dvořák (influencer)
David Dvořák (* 10. května 2000) je český influencer a videoblogger. Je považován za jednoho z nejúspěšnějších českých YouTuberů . Po změně platformy Musical.ly na TikTok mimo taneční videa svou tvorbu rozšířil o zábavná videa a reakce. Na sociální síti TikTok měl přes 500 000 sledujících. V polovině roku 2023 mu byl účet smazán bez udání důvodu. Od dubna 2022 byl také účastníkem 3. řady televizního pořadu Like House.
Na YouTube natáčí převážně reakce na Shopaholic Adel, anonymní přiznání a rozbalování produktů z internetu. Některá videa natáčí též se svou kamarádkou @VendaVV, příkladem je video o hodnocení bubble tea.

## Působení
Dlouhodobě je řazen mezi nejúspěšnější české TikTokery. Prezentuje se také na platformě YouTube, kde má přes 200 000 odběratelů a na sociální síti Instagram má okolo 90 000 sledujících.  Také vystupoval ve 3. řadě pořadu Like House ze světa influencerů a sociálních sítí.